# 邾城街道
邾城街道是武漢市新洲區的政府所在地。面積100.78平方公里，人口164312人。城區西鄰舉水河，南鄰111省道。距離武漢市區約47公里。

## 街道办事处地址
齐安大道93号

## 下轄居委會&村委會
清安、蔡濠、章南、城南、骆畈、章林、钟杨、向东、余姚、站桥、凤凰台、黄茂、红旗、龙桥、胜英、登峰、顾岗、巴山、红峰、刘六、梅店、铁衙、章兴、永立、章程、巴徐、大渡、饶菜、城西、铁甲、程湖、程先、钱寨、陶刘、刘集、肖桥、吴榜、新港、邱桥、易窑、东港、东安、南街、幸福、文化、新建、刘集、城东、城北、破月、联合、詹河。